# 15841 Ямаґуті
15841 Ямаґуті (15841 Yamaguchi) — астероїд головного поясу, відкритий 27 липня 1995 року.
Тіссеранів параметр щодо Юпітера — 3,036.
Названо на честь префектури Ямаґуті (яп. やまぐち(山口)).